# 加悅悅和加盼盼
加悅悅和加盼盼是2015年10月13日--中國與加拿大建交45週年紀念日--出生在多倫多動物園的雙胞龍鳳胎大貓熊，加盼盼是哥哥、加悅悅是妹妹，牠們是首二隻在加拿大出生的大貓熊。牠們的母親是二順，在2015年5月13日至14日期間，對牠進行了兩次人工授精，其中一次導致了二順懷孕並在之後生下加悅悅和加盼盼。牠們在2016年3月12日於動物園首次亮相，最後一次在多倫多動物園公開展出是在2018年3月18日，次日搬家至加拿大卡爾加里動物園，2020年1月12日搭機返回中國成都大熊貓繁育研究基地。2024年1月15日，加悅悅隨母親戶籍落戶於重慶動物園，重慶動物園特地安排母女倆比鄰而居，闊別多年的母女隔著玻璃牆，彼此眼光不能稍離心緒久久難平。

## 命名
牠們的名字源自於「加拿大」、「希望」和「盼望」 ，名字於2016年3月7日揭曉 。